# معدي بن محمد آل مذهب
معدي بن محمد آل مذهب القحطاني رئيس جامعة أم القرى من شهر أكتوبر عام 2020م حتى سبتمبر عام 2023م حيث انتهت فترته تكليفة. ولد في قرية آل خلف بني بشر في عسير في 18 شعبان 1382هـ. عين عضواً في مجلس الشورى السعودي في الدورة السابعة في الفترة 1434-1438هـ، وشغل العديد من المناصب من بينها عمله عميداً لكلية إدارة الأعمال في جامعة الملك سعود من عام 1433هـ إلى عام 1438هـ.

## التعليم
- حاصل على الدكتوراه في الإدارة العامة من جامعة فرجينيا بالولايات المتحدة الأمريكية عام 1415هـ.[2]
- حاصل على الماجستير في الإدارة العامة من إحدى الجامعات الأمريكية.
- حاصل على البكالوريوس في العلوم الإدارية من جامعة الملك سعود عام 1406هـ.[6]

## العمل والعضويات
- عميد كلية إدارة الأعمال في جامعة الملك سعود من عام 1433هـ إلى عام 1438هـ.
- عميد كلية العلوم الإدارية والإنسانية بالمجمعة في جامعة الملك سعود عام 1430هـ.
- وكيل عمادة شؤون أعضاء هيئة التدريس والموظفين للتطوير والجودة في جامعة الملك سعود من عام 1429هـ إلى عام 1433هـ.
- عضو هيئة تدريس بقسم الإدارة العامة في جامعة الملك سعود من عام 1416هـ إلى عام 1438هـ.
- عضو فريق الخطة الاستراتيجية لوزارة التعليم العالي.
- عضو مجلس الشورى من عام 1434هـ إلى عام 1438هـ.[3]

## المؤلفات
| م | الإصدار | التاريخ | ملاحظات         |
| - | --- | ------- | --------------- |
| 1 | الأجهزة الحكومية والصحافة: دراسة وصفية-تحليلية لعلاقة المواطنين بالأجهزة الحكومية عبر الصحافة                               | 1419هـ  |                 |
| 2 | ترجمة كتاب (الإداري المسؤول: مدخل أخلاقي للدور الإداري)                                                                     | 1422هـ  | تأليف تيري كوبر |
| 3 | تطور الموارد البشرية في عهد خادم الحرمين الشريفين                                                                           | 1423هـ  |                 |
| 4 | توافق مخرجات بكالوريوس الإدارة العامة مع احتياجات سوق العمل في المملكة العربية السعودية                                     | 1425هـ  |                 |
| 5 | التدخلات التنظيمية لتطوير الموارد البشرية: دراسة استطلاعية على المؤسسات العامة ومنشآت القطاع الخاص بالمملكة العربية السعوية | 1427هـ  | [ 3 ]           |